# Малова, Анна Александровна
Анна Александровна Малова (род. в 1971 году) ― российская модель, обладательница титула Мисс Россия 1998 и полуфиналистка конкурса Мисс Вселенная 1998.

## Юность
В детстве Анна занималась художественной гимнастикой. Она окончила школу в Ярославле. После окончания школы Анна поступила в Ярославский медицинский институт на медицинский факультет по специальности психотерапия. Она получила медицинское образование в России, но не имеет лицензии на практику в США.

## Карьера
Первым важным шагом для Маловой как модели стал конкурс Supermodel of the world, который состоялся в Москве в конце ноября 1992 года. В 1993 году она приняла участие в региональном конкурсе Мисс Волга 1993, где заняла 1-е место и была приглашена на конкурс Мисс Россия 1993, где заняла второе место. Затем она выиграла титул Мисс Балтийское море 1994 года в Финляндии и участвовала в конкурсе Мисс мира 1994 года в Сан-Сити.
В 1995 году она уехала из Москвы, провела шесть недель, изучая английский язык во Флориде, где познакомилась с Дональдом Трампом. В 1996 году Малова переехала в Нью-Йорк в кондоминиум в Trump Tower на Пятой авеню. В октябре того же года Трамп приобрел у ITT Corp. три конкурса красоты: Мисс Вселенная, Мисс США и Юная мисс США.
В 1998 году Малова получила титул Мисс Россия и приняла участие в конкурсе Мисс Вселенная. После конкурса стала популярной светской львицей в Нью-Йорке и была лицом некоторых рекламных кампаний, таких как Chopard и Home Shopping Network. Малова подписала контракт с Karin Models, которую основал друг Джеффри Эпштейна Жан-Люк Брюнель.

## Личная жизнь
Малова какое-то время находилась в отношениях с миллиардером Джорджем Соросом, а также с комиком Гарри Шендлингом.
18 мая 2010 года её обвинили в краже рецептурных блокнотов у врачей и в том, что она сама выписывала рецепты на успокаивающие препараты. Позже она была арестована за то, что не посещала программу лечения от наркозависимости.
В 2019 году федеральный судья в Нью-Йорке опубликовал бортовые журналы, которые показали, что она летела на борту самолёта Эпштейна под названием Лолита Экспресс с наследницей Гислейн Максвелл и принцем Эндрю, вторым сыном королевы Елизаветы II, с частного острова Эпштейна на Виргинских островах Литтл Сент-Джеймс в феврале 1999 года.